# Histoire de l'Ain
 (juin 2008).
Si vous disposez d'ouvrages ou d'articles de référence ou si vous connaissez des sites web de qualité traitant du thème abordé ici, merci de compléter l'article en donnant les références utiles à sa vérifiabilité et en les liant à la section « Notes et références ».
L'histoire de l'Ain est celle d'un département créé en 1790 mais dont la construction remonte à l'Antiquité et au Moyen Âge.
Partie des États de Savoie jusqu'en 1601 à l'exception de la Dombes, le département de l'Ain possède une histoire multiple et complexe liée à sa position de carrefour entre plusieurs territoires historiques d'obédience diverse au cours des âges : Savoie, Dauphiné, Lyonnais, Bourgogne et Franche-Comté.

## Les origines

### Sous l'Antiquité
Au temps de la Gaule, quatre peuples se répartissaient le territoire du département actuel : 
- les Séquanes (au nord) ;
- les Ambarres ;
- les Ségusiaves ;
- les Allobroges (au sud).

Après la conquête romaine, l'Ain devient une partie de la Lyonnaise et de la Grande Séquanaise.
En 58 av. J.-C., c'est dans le département que Jules César porte les premiers coups aux Helvètes qui voulaient traverser la Gaule pour s'installer chez les Santons, en Saintonge. Il avait massé ses troupes sur les hauteurs de Sathonay et arriva près de Trévoux où il rejoint les Tigurins (peuple helvète) qu'il repousse. Peu à peu, le territoire helvète devient une colonie romaine qui connut de rapides progrès, surtout dans le Bugey, où se trouvait la ville gauloise d'Izarnodorum (Izernore).
C'est à cette époque que furent construites des voies romaines sillonnant le territoire, de Lyon à Mâcon, de Genève à Besançon en traversant des villes de l'Ain où subsistent parfois encore des vestiges comme à Montluel, Chazey-sur-Ain, Belley,  Brou, Montmerle-sur-Saône ou Gex. Dans les communes de Belley, Briord ou Vieu avaient été édifiés des temples et des édifices ainsi que deux aqueducs dont on trouve encore la trace à Vieu ou Groslée.

### Moyen Âge

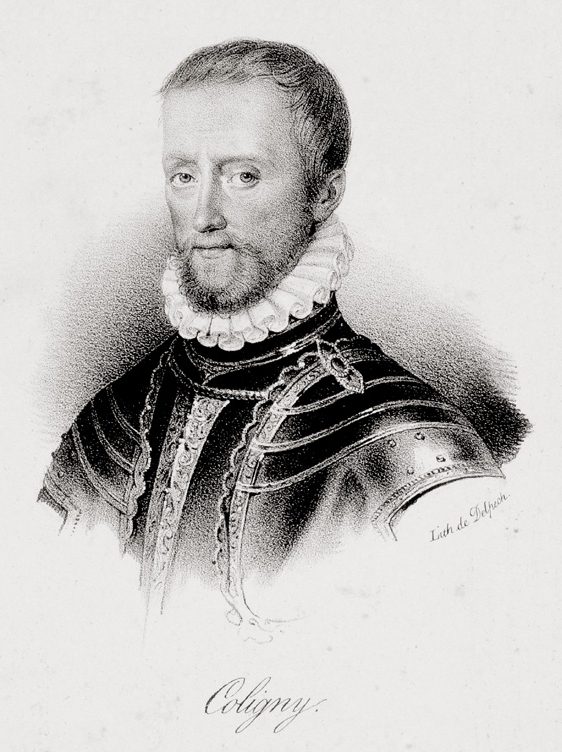
Gaspard II de Coligny fut l'un des membres les plus illustres de la maison de Coligny qui régnait sur le Revermont

À la fin de l'Empire romain, les Burgondes s'installent sur le territoire, en premier lieu dans la grande Séquanaise, puis dans tout le sud-est. C'est à Ambérieu-en-Bugey qu'aurait été rédigée une partie de la loi Gombette (ou loi de Gondebaud), promulguée à Lyon en 507 par Sigismond.
En 534, Clotaire et Childebert, deux fils de Clovis, soumirent la Bourgogne de telle sorte que le pays intégra le royaume des Francs.
Au VIe siècle, apparaît le diocèse de Belley et les abbayes bénédictines commencent à jouer un rôle important, comme celles de Nantua, Saint-Rambert-en-Bugey, Ambronay ou Saint-Benoît. La chartreuse de Portes attira par sa renommée saint Bernard et Louis le Jeune.
À l'époque carolingienne, l'Ain est divisé en "Pays" qui sont gouvernés par des Comtes (seigneurie de Villars, Maison de Coligny) et donnent naissance aux premiers grands fiefs.
En 843, le traité de Verdun aboutit au partage du royaume entre les trois fils de Louis le Pieux. L'Ain fait partie du royaume de Lothaire Ier alors que la Bresse revient à Charles le Chauve. Les frontières ouest (La Saône) et nord du futur département sont alors fixées.

## L'unité savoyarde

### Bas Moyen Âge
Au XIe siècle, les comtes de Savoie s'installent dans la région de Belley et en Valromey. Ils vont peu à peu s'étendre jusqu'au début du XVe siècle, permettant ainsi d'unifier progressivement les différents pays de l'Ain.
Ainsi, en 1196, l'abbé de Saint-Rambert-en-Bugey place son monastère sous la protection du comte Thomas Ier de Savoie. En 1272, le comte Amédée V de Savoie épouse Sibille de Bâgé et reçoit toute la Bresse, dont Bourg-en-Bresse qui devient rapidement la capitale. En 1289, Amédée V acquiert le Revermont du duc de Bourgogne, puis les terres de Coligny.
Au début du XIVe siècle, la guerre entre la Savoie et le Dauphiné éclate. Les conquêtes de territoire et les pertes vont se succéder, les deux camps envahissant une partie du département avant d'en être chassé. Par exemple, le comte Amédée V s'empare de Ambérieu-en-Bugey avant que le dauphin de Viennois reconquiert la ville où il fit construire le château des Allymes.
Finalement, le traité de Paris, signé en 1355, aboutit à un échange de territoires entre la Savoie et le Dauphiné qui cède les terres qu'il possédait sur la rive droite du Rhône. Le fleuve devient définitivement la frontière sud du futur département. Au même moment, le Pays de Gex passe sous le pouvoir de la maison de Savoie.
L'expansion de la maison de Savoie se poursuit en 1402 lorsque le comte Amédée VIII de Savoie achète une grande partie de la seigneurie des Thoire-Villars qui possédait le Haut-Bugey et une partie de la Dombes. 
Au début du XVe siècle, la maison de Savoie possède donc la quasi-totalité du département actuel sauf une partie de la Dombes qui appartient au seigneur de Beaujeu. Par ailleurs, si les terres de l'abbaye de Nantua et de l'évêque de Belley ne font pas partie juridiquement des États de Savoie, en fait elles en dépendent totalement.

### Renaissance

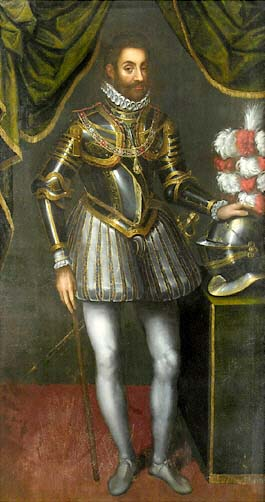
Emmanuel-Philibert de Savoie

En 1505, Marguerite d'Autriche, veuve du duc Philibert II de Savoie, reçoit la Bresse en douaire. Elle entreprend la construction de l'église de Brou dont elle pose la première pierre en 1506, quelques mois avant d'aller s'établir définitivement dans les Pays-Bas dont son père, Maximilien d'Autriche, l'a nommée gouvernante et régente au nom de leur petit-fils et neveu, Charles, le futur Charles Quint].
En 1536, François Ier, fils de Louise de Savoie et neveu de Charles III, revendique la Savoie et s'en empare grâce à l'intervention de l'amiral Chabot de Brion. Il occupe également la Dombes appartenant jusque-là aux Bourbons. 
Au milieu du XVIe siècle, le futur département est donc tout entier annexé à la France. Si l'unité politique et administrative du département est réalisée, le découpage religieux reste celui du VIe siècle jusqu'à la Révolution française.
Finalement, en 1560, la Dombes est restituée aux Bourbons et elle restera une principauté indépendante jusqu'en 1762.
En 1559, avec les traités du Cateau-Cambrésis, la Savoie et les pays de l'Ain sont restitués à Emmanuel-Philibert après sa victoire lors de la bataille de Saint-Quentin.

## Le rattachement à la France
La guerre qui oppose Henri IV et Charles-Emmanuel Ier de Savoie prend fin au Traité de Lyon de 1601, négocié par René de Lucinge, seigneur des Allymes. La France cède le marquisat de Saluces et reçoit en contrepartie les provinces savoyardes de la rive droite du Rhône, qui sont rattachées à la province de Bourgogne. Seule la vallée de la Valserine reste au duché de Savoie.
En 1760, la France et la Savoie signe le traité de Turin aux termes duquel la France cède les villes de Seyssel (en partie), Chanaz et La Balme et une tête de pont à Éloise situées sur la rive gauche du Rhône, mais faisant partie du Bugey, en échange de la vallée de la Valserine.
En 1762, le comte d'Eu Louis Charles de Bourbon cède la Dombes, restée indépendante, à Louis XV. 
L'unité du futur département de l'Ain est alors entièrement réalisée.

## De la création du département à aujourd'hui

Carte de l'Ain (1790)

C'est en 1790 que le département de l'Ain est officiellement créé avec une loi du 25 janvier 1790. Dénommé initialement Bresse, il prend le nom de Ain en 1791 dans le cadre de l'éradication des références toponymiques de l'Ancien Régime durant la révolution française,>.

Les départements de l'Ain et du Jura procèdent à un échange de paroisses : 
- l'Ain cède 15 villages dont Aromas, Coisia, Cornod, Saint-Jean-d'Étreux et Thoirette et
- reçoit en échange Chavannes-sur-Suran, Salavre, Germagnat, Pouillat et la partie de Coligny franc-comtoise : Coligny-le-Vieux.

Caluire, paroisse bressane, est rattachée au département de Rhône-et-Loire, plusieurs villages du Franc-Lyonnais Genay, Riottier et Saint-Jean-de-Thurigneux sont rattachés à l'Ain. 

Le nouveau département est divisé en neuf districts, 49 cantons et 501 communes.
De 1791 à 1793, les 9 Districts (Pont-de-Vaux, Bourg, Nantua, Gex, Belley, Saint-Rambert, Montluel, Trévoux et Châtillon-les-Dombes) du département de l'Ain fournirent 12 bataillons de volontaires nationaux.
Par décret du 19 ventôse an II (9 mars 1794), les 2 Seyssel sont fusionnés à l'intérieur du département de l'Ain. Cette situation durera jusqu'en 1815, le traité de Paris fixera la frontière internationale à nouveau sur le Rhône. En 1860, la frontière ne sera plus que départementale.
Le pays de Gex est détaché de 1798 à 1814 quand le département du Léman est créé.
Une loi du 17 février 1800 supprime les districts et crée les quatre arrondissements de Bourg-en-Bresse, Belley, Nantua et Trévoux). L'arrondissement de Gex est rattaché au nouveau département du Léman dont le chef-lieu est Genève.
Le traité de Vienne de 1815 supprime le département du Léman et l'arrondissement de Gex est restitué à l'Ain à l'exception de quelques communes situées près de Genève et du lac Léman (Collex-Bossy y compris Bellevue, Meyrin, Versoix, Grand-Saconnex, Vernier, Pregny-Chambésy ainsi qu'une partie de Sauverny).
En 1926, les arrondissements de Gex et de Trévoux sont supprimés mais en 1933, l'arrondissement de Gex est rétabli.
En 1967, les communes de Rillieux avec le hameau de Vancia détaché de Miribel, Crépieux-la-Pape, Genay, Montanay, Sathonay-Village et Sathonay-Camp sont rattachées au département du Rhône.